# گوئیدو ماناری
گوئیدو ماناری (ایتالیایی: Guido Mannari؛ ‏ ۱۳ دسامبر ۱۹۴۴ – ۱۰ ژوئیهٔ ۱۹۸۸) بازیگر و مدل اهل ایتالیا بود. او پیش از بازیگری، بازیکن فوتبال بود و در یک تیم محلی بازی می‌کرد. نخستین نقش‌آفرینی‌اش را در فیلم آربلا (محصول ۱۹۶۷) به کارگردانی مائورو بولونینی انجام داد. سپس توسط بولونینی برای بازی در صحنه‌ای از تجاوز در فیلم درام ایتالیایی مطلقاً طبیعی (که به‌صورت بین‌المللی با عنوان آن مرد و زن منتشر شد) انتخاب شد؛ صحنه‌ای که در آن دوران، اندکی جنجال‌برانگیز بود و آغازگرِ مسیر حرفه‌ای او شد. او یک مدل بود و در مجلات مد حضور داشت. همچنین برای پلی‌من و پارتی نیز ژست گرفته بود.
در جریان فیلم‌برداری فیلم جوخهٔ صد سرقت، حادثه‌ای میان بازیگر زن، ماریا رزاریا اوماجو و گوئیدو رخ داد. در این صحنه که در منطقهٔ مونته ساکرو فیلم‌برداری می‌شد، قرار بود اوماجو توسط گروهی متشکل از چهار اوباش مورد حمله، ضرب‌وشتم و برهنه‌کردن قرار گیرد. این صحنه چندین بار تکرار شد: هنگامی که اوماجو به زمین پرتاب شد و گوئیدو ماناری به صورتش سیلی زد، سرش به آسفالت برخورد کرد و بی‌هوش شد، اما توسط کارگردان برونو کوربوچی، که هدایت فیلم‌برداری را بر عهده داشت، نجات یافت. اوماجو دچار جراحت سطحی در ناحیه دهان شد، اما نخواست به بیمارستان منتقل شود.
از فیلم‌ها یا برنامه‌های تلویزیونی که وی در آن نقش داشته است، می‌توان به یونیفرم‌های قرمز، کالیگولا، شماره یک، دکامرون و صندلی راننده اشاره کرد.